# Much Ado About Nothing (film 1909)
Much Ado About Nothing è un cortometraggio muto del 1909. Il nome del regista non viene riportato nei credit.

## Produzione
Il film fu prodotto dalla Essanay Film Manufacturing Company. Venne girato a Chicago, città dove la casa di produzione aveva la sua sede principale.

## Distribuzione
Il film - un cortometraggio della lunghezza di 155 metri - uscì nelle sale cinematografiche USA il 4 agosto 1909. Nelle proiezioni, veniva programmato con il sistema dello split reel, accorpato in un'unica bobina con un altro cortometraggio prodotto dall'Essanay, la commedia The Mustard Plaster.